# Beta Regio

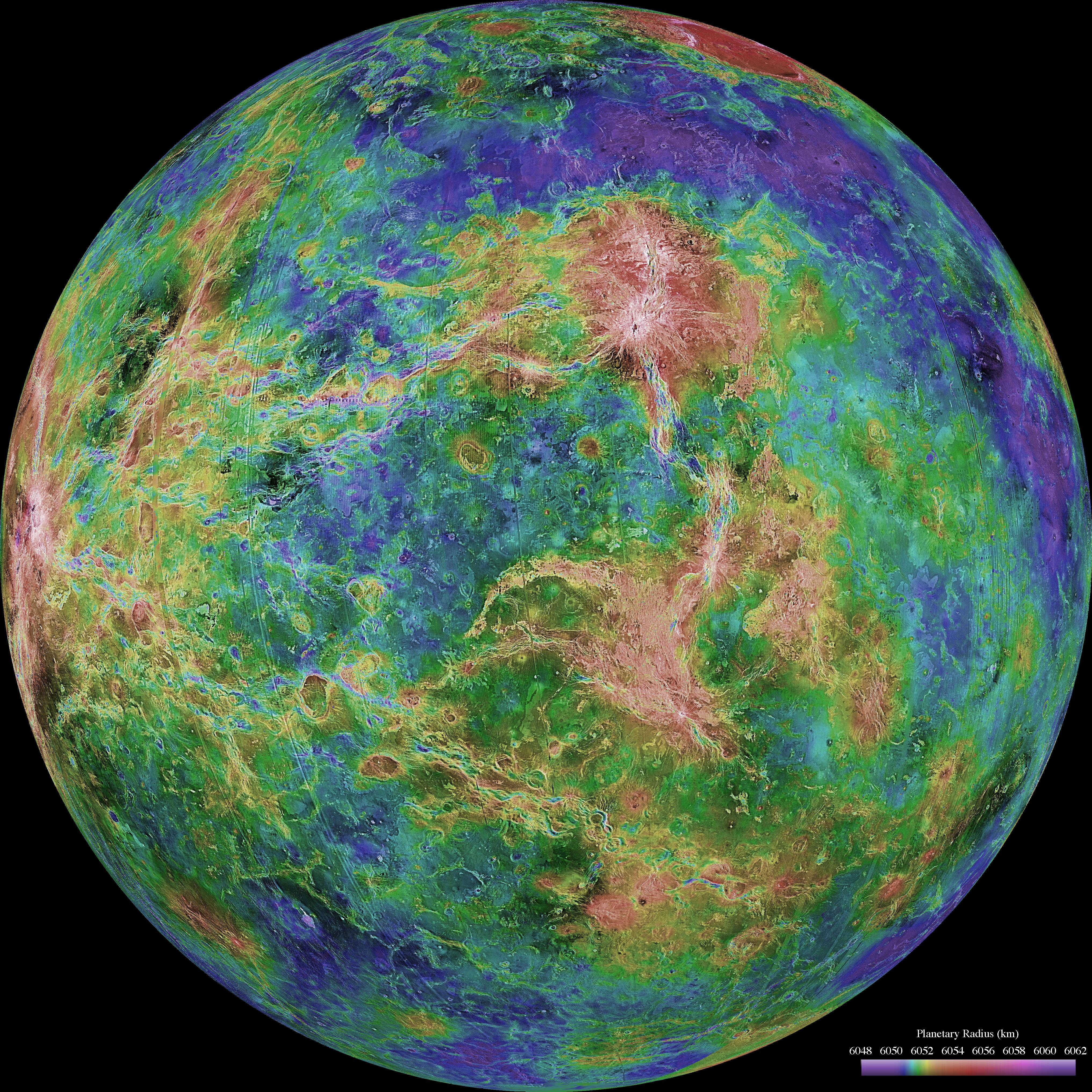
Pohled na povrch Venuše. Beta Regio znázorňuje červená skvrna v horní části snímku

Beta Regio je oblast na Venuši známá jako sopečná vyvýšenina. Měří asi 3000 km a je to prominentní náhorní oblast Venuše.
První oblasti, které byly objeveny při raných radiových průzkumech povrchu Venuše dostaly jména podle písmen řecké abecedy. Beta Regio byla objevena a pojmenována v roce 1964 Dickem Goldsteinem. Jméno bylo schváleno v letech 1976 a 1979 pracovní skupinou Mezinárodní astronomické unie pro jména planetárního systému. Maxwell Montes, Alpha Regio a Beta Regio jsou výjimky z pravidla, že povrchové oblasti a útvary na Venuši jsou pojmenovány podle významných žen nebo bohyň. 
Sopečná vyvýšenina Beta Regio je široká, šikmá vrchovina, která má přes 1000 km v průměru. V oblasti se nachází hluboká koryta o průměru 100-200 km. Jde o příklad a důkaz existence povrchového tektonismu. Region je přerušen severo jižním žlabem s názvem Devana Chasma. Na severním konci obalsti se nachází sopka Rhea Mons, na jižním potom vulkán Theia Mons. 